# Pierre de Rohan-Guéméné
 (avril 2012).
Si vous disposez d'ouvrages ou d'articles de référence ou si vous connaissez des sites web de qualité traitant du thème abordé ici, merci de compléter l'article en donnant les références utiles à sa vérifiabilité et en les liant à la section « Notes et références ».
Pierre de Rohan (1567-1622), prince de Guéméné, baron de Mortiercrolles et seigneur, entre autres, de Sainte-Maure, est le fils de Louis VI de Rohan-Guéméné, prince de Guéméné et d'Éléonore de Rohan-Gié (1539-1583).
Frère aîné de Hercule de Rohan, il épouse : 
- Madeleine de Rieux, dont il a une fille, Anne de Rohan-Guéméné, puis,
- Antoinette ( † 1681), vicomtesse de Guiguen.